# Trần Dần
Trần Dần (n. 1926 – d. 1997) a fost un poet și romancier vietnamez, important pentru lucrările sale radicale.

## Referinte
1. ↑  Kim Ngoc Bao Ninh A World Transformed: The Politics of Culture in Revolutionary ...  2002 pagină 133 "Censured in both his personal and professional lives, Trần Dần asked to leave the Party and the army in May 1955."